# Súlyemelés az 1984. évi nyári olimpiai játékokon
Az 1984. évi nyári olimpiai játékokon súlyemelésben tíz súlycsoportban versenyeztek.

## Éremtáblázat
(Arendező ország csapata eltérő háttérszínnel, az egyes számoszlopok legmagasabb értéke, illetve értékei vastagítással kiemelve.)
| Az 1984. évi nyári olimpiai játékok éremtáblázata súlyemelésben | Az 1984. évi nyári olimpiai játékok éremtáblázata súlyemelésben | Az 1984. évi nyári olimpiai játékok éremtáblázata súlyemelésben | Az 1984. évi nyári olimpiai játékok éremtáblázata súlyemelésben | Az 1984. évi nyári olimpiai játékok éremtáblázata súlyemelésben | Olimpia  |
| --------------------------------------------------------------- | --------------------------------------------------------------- | --------------------------------------------------------------- | --------------------------------------------------------------- | --------------------------------------------------------------- | -------- |
|                                                                 | Ország                                                          | Arany                                                           | Ezüst                                                           | Bronz                                                           | Összesen |
| 1.                                                              | Kína (CHN)                                                      | 4                                                               | 2                                                               | 0                                                               | 6        |
| 2.                                                              | Románia (ROU)                                                   | 2                                                               | 5                                                               | 1                                                               | 8        |
| 3.                                                              | NSZK (FRG)                                                      | 2                                                               | 0                                                               | 1                                                               | 3        |
| 4.                                                              | Ausztrália (AUS)                                                | 1                                                               | 1                                                               | 0                                                               | 2        |
| 5.                                                              | Olaszország (ITA)                                               | 1                                                               | 0                                                               | 0                                                               | 1        |
|                                                                 |                                                                 |                                                                 |                                                                 |                                                                 |          |
| 6.                                                              | Egyesült Államok (USA)                                          | 0                                                               | 1                                                               | 1                                                               | 2        |
| 7.                                                              | Kanada (CAN)                                                    | 0                                                               | 1                                                               | 0                                                               | 1        |
|                                                                 |                                                                 |                                                                 |                                                                 |                                                                 |          |
| 8.                                                              | Japán (JPN)                                                     | 0                                                               | 0                                                               | 3                                                               | 3        |
| 9.                                                              | Finnország (FIN)                                                | 0                                                               | 0                                                               | 2                                                               | 2        |
| 10.                                                             | Nagy-Britannia (GBR)                                            | 0                                                               | 0                                                               | 1                                                               | 1        |
| 10.                                                             | Tajvan (TPE)                                                    | 0                                                               | 0                                                               | 1                                                               | 1        |
|                                                                 |                                                                 |                                                                 |                                                                 |                                                                 |          |
| Összesen                                                        | Összesen                                                        | 10                                                              | 10                                                              | 10                                                              | 30       |

## Érmesek
| Az 1984. évi nyári olimpiai játékok érmesei súlyemelésben |                                                                     |                                                                 |                                                                 |
| Versenyszám                                               | Arany                                                               | Ezüst                                                           | Bronz                                                           |
| 52 kg                                                     | Ceng Kuo-csiang (Zeng Guoqiang) · Kína (CHN) · (105+130=235 kg)     | Csou Pej-sun (Zhou Peishun) · Kína (CHN) · (107.5+127.5=235 kg) | Manabe Kazusito · Japán (JPN) · (102.5+130=232.5 kg)            |
| 56 kg                                                     | Vu Su-tö (Wu Shude) · Kína (CHN) · (120+147.5=267.5 kg)             | Laj Zsun-ming (Lai Runming) · Kína (CHN) · (125+140=265 kg)     | Kotaka Maszahiro · Japán (JPN) · (112.5+140=252.5 kg)           |
| 60 kg                                                     | Csen Vej-csiang (Chen Weiqiang) · Kína (CHN) · (125+157.5=282.5 kg) | Gelu Radu · Románia (ROU) · (125+155=280 kg)                    | Caj Ven-ji (Tsai Wen-Yee) · Tajvan (TPE) · (125+147.5=272.5 kg) |
| 67,5 kg                                                   | Jao Csing-jüan (Yao Jingyuan) · Kína (CHN) · (142.5+177.5=320 kg)   | Andrei Socaci · Románia (ROU) · (142.5+170=312.5 kg)            | Juoni Grönman · Finnország (FIN) · (140+172.5=312.5 kg)         |
| 75 kg                                                     | Karl-Heinz Radschinsky · NSZK (FRG) · (150+190=340 kg)              | Jacques Demers · Kanada (CAN) · (147.5+187.5=335 kg)            | Dragomir Cioroslan · Románia (ROU) · (147.5+185=332.5 kg)       |
| 82.5 kg                                                   | Petre Becheru · Románia (ROU) · (155+200=355 kg)                    | Robert Kabbas · Ausztrália (AUS) · (150+192.5=342.5 kg)         | Iszaoka Rjódzsi · Japán (JPN) · (150+190=340 kg)                |
| 90 kg                                                     | Nicu Vlad · Románia (ROU) · (172.5+220=392.5 kg)                    | Petre Dumitru · Románia (ROU) · (165+195=360 kg)                | David Mercer · Nagy-Britannia (GBR) · (157.5+195=352.5 kg)      |
| 100 kg                                                    | Rolf Milser · NSZK (FRG) · (167.5+217.5=385 kg)                     | Vasile Groapă · Románia (ROU) · (165+217.5=382.5 kg)            | Pekka Niemi · Finnország (FIN) · (160+207.5=367.5 kg)           |
| 110 kg                                                    | Norberto Oberburger · Olaszország (ITA) · (175+215=390 kg)          | Tasnádi István · Románia (ROU) · (167.5+212.5=380 kg)           | Guy Carlton · Egyesült Államok (USA) · (167.5+210=377.5 kg)     |
| +110 kg                                                   | Dinko Lukim · Ausztrália (AUS) · (172.5+240=412.5 kg)               | Mario Martinez · Egyesült Államok (USA) · (185+225=410 kg)      | Manfred Nerlinger · NSZK (FRG) · (177.5+220=397,5 kg)           |